# Gerichtsfernsehen
Mit Gerichtsfernsehen werden Fernsehübertragungen aus Gerichtsverhandlungen bezeichnet.

## Geschichte
Bereits in der Zeit des Nationalsozialismus war angedacht, das neue Medium Fernsehen propagandistisch zur öffentlichen Zurschaustellung von Gerichtsverhandlungen zu nutzen, insbesondere solcher vor dem Volksgerichtshof. Dies scheiterte aber noch an den damaligen technischen Möglichkeiten.
In der jungen Bundesrepublik wurden schließlich zahlreiche Gerichtsverfahren öffentlich im Fernsehen ausgestrahlt, darunter etwa die Verfahren Ferdinand Schörner und Vera Brühne. Mit Gesetz vom 19. Dezember 1964 verbot der Gesetzgeber durch Einfügung von Satz 2 des § 169 Abs. 1 GVG die Ton- und Fernsehübertragung aus Gerichtsverhandlungen. Als Auslöser hierfür gilt das Verfahren gegen den Präsidenten der EWG-Kommission Walter Hallstein im Rahmen der „Strack-Affäre“: Obwohl Hallstein in diesem Verfahren freigesprochen wurde, inszenierte der damalige Vorsitzende der 1. Strafkammer des Landgerichts Bonn, Landgerichtsdirektor Helmut Quirini das Verfahren derart, dass Beobachter von einer „Fernsehhinrichtung“ sprachen. Auf eine Verfassungsbeschwerde des Fernsehsenders n-tv erklärte das Bundesverfassungsgericht im Jahr 2000 § 169 Abs. 1 Satz 2 GVG mit 5 zu 3 Richterstimmen für mit dem Grundgesetz vereinbar. Seit einer Gesetzesänderung im Jahr 1998 kann das Bundesverfassungsgericht die Übertragung des Verhandlungsbeginns und der Urteilsverkündung im Fernsehen gestatten (§ 17a BVerfGG), wovon das Gericht aber bisher nur einmal Gebrauch gemacht hat (in der Verfassungsbeschwerde gegen das bayerische Abtreibungsgesetz – 1 BvR 2306/96).
In anderen Ländern ist Gerichtsfernsehen teilweise immer noch üblich.
So haben beispielsweise die Medien in den USA vor 30 Jahren damit begonnen, zu erkämpfen, dass sie bei Standardgerichtsverfahren mit Kameras präsent sein dürfen. In Teilbereichen, zum Beispiel bei der wichtigen Frage der Auswahl von Jury-Mitgliedern, können Fernsehkameras aber ausgeschlossen werden. Auch kann der Richter jederzeit entscheiden, dass die Übertragungen zu unterbrechen sind. Das Oberste Gericht – der amerikanische Supreme Court – toleriert grundsätzlich keine Fernsehaufnahmen.
Beispiele hierfür sind beispielsweise "Court TV" und "True Crime Network".